# Red Nation
Pot of Gold è un brano musicale del rapper statunitense The Game a cui collabora il rapper Lil Wayne, estratto come primo singolo dal suo quarto album studio The R.E.D. Album il 12 aprile 2011. Il brano è stato scritto da Game e Lil Wayne, ed è stato prodotto dal duo di Miami Cool & Dre.

## Tracce
- Download digitale[2]

1. Red Nation featuring Lil Wayne – 3:50

## Classifiche
| Classifica (2011)    | Posizione più alta |
| -------------------- | ------------------ |
| US Billboard Hot 100 | 62                 |